# Grand Theft Auto: London 1969
Grand Theft Auto: London 1969, de son nom complet Grand Theft Auto, Mission Pack #1: London 1969, est une extension du jeu vidéo Grand Theft Auto développée par Rockstar Canada. Il s'agit du deuxième jeu vidéo de la série du même nom.
London 1969 est commercialisé le 31 mars 1999 sur Microsoft Windows, et le 30 avril 1999 sur PlayStation,,,,,. Le jeu utilise le même moteur que le jeu vidéo Grand Theft Auto, d'où les graphismes et le gameplay similaires à celui du premier opus. Comme GTA, le mission pack se divise en deux parties. London 1969 est la première extension commercialisée sur PlayStation. Le pack devient une des meilleures ventes au Royaume-Uni.

## Système de jeu
Le jeu choisit son personnage (celui par défaut étant Sid Vacant, une parodie de Sid Vicious et de la chanson des Sex Pistols Pretty Vacant) et choisit une image pour le représenter. Le joueur doit se déplacer dans les rues de Londres. Les fonctionnalités ne changent pas par rapport au premier (vue de dessus, vol de voitures) et le joueur prend l'identité de l'un des quatre personnages proposés incluant Sid Vacant, Maurice Caine, Rodney Morash, ou Charles Jones. Les principaux monuments londoniens y sont représentés comme le Buckingham Palace, Big Ben, et le stade Wembley. On y trouve quatre armes à la mode des années 1960, ainsi que des autos au nom à peine déguisé, mais évocatrices et très reconnaissables malgré la vue du dessus (notamment Mini, Jaguar d'Austin Powers, Fiat 500, Renault 16, 2CV, Aston Martin de James Bond).

## Musique
Le disque contient également une liste de pistes.
| No  | Titre                     | Durée |
| --- | ------------------------- | ----- |
| 1.  | Bush Sounds               | 04:43 |
| 2.  | Title Music               | 01:31 |
| 3.  | Heavy Heavy Monster Sound | 05:45 |
| 4.  | Blow Upradio              | 01:55 |
| 5.  | Kaleidoscope              | 03:12 |
| 6.  | Sound of Soho             | 05:00 |
| 7.  | Radio Penelope            | 07:01 |
| 8.  | Radio Andorra             | 02:22 |
| 9.  | Westminster Wireless      | 07:18 |
| 10. | Radio 7                   | 05:48 |
| 11. | Police Radio Track        | 03:10 |
| 12. | GTA Pomp                  | 02:46 |
| 13. | GTA Spy Theme             | 03:00 |
| 14. | Austin Allegro Chase      | 03:14 |
| 15. | Ambient                   | 01:09 |

## Grand Theft Auto: London 1961
Grand Theft Auto: London 1961, de son nom complet Grand Theft Auto, Mission Pack #2: London 1961, est un mission pack, ou pack d'extension gratuit, de Grand Theft Auto et Grand Theft Auto: London 1969 commercialisé le 1er juin 1999. Il s'agit du troisième jeu vidéo de la saga.